# Castelsagrat
Castelsagrat é uma comuna francesa na região administrativa de Occitânia, no departamento de Tarn-et-Garonne. Estende-se por uma área de 22,5 km². Em 2010 a comuna tinha 568 habitantes (densidade: 25,2 hab./km²).